# Sukorini
Sukorini is een bestuurslaag in het regentschap Klaten van de provincie Midden-Java, Indonesië. Sukorini telt 3018 inwoners (volkstelling 2010).